# Volvo 9700
Il Volvo 9700 è un autobus da turismo (detto anche Coach) costruito dalla Volvo Buses a partire dal 2001.
È stato prodotto in quattro generazioni. 

## Contesto
È disponibile in tre altezze diverse, con due o tre assi e con il motore situato al centro o nel retro del veicolo.
Il volume del bagagliaio può variare dai 10,5 - 12 m³ nella versione con motore posteriore fino ai 13 – 16 m³ nella versione con motore centrale.
Il sistema frenante include caratteristiche come il controllo elettronico dei freni, l'ABS, l'ASR, il Volvo Engine Brake e il Volvo Compact Retarder.
La dotazione di serie comprende: frigorifero, sistema video e TV con due schermi da 15 pollici, sistema audio con caricatore CD.

## Motorizzazioni
Le motorizzazioni disponibili sono le seguenti (Euro 4 - Euro 5):
- DH12-340 da 250 kW (340 hp)
- DH12-380 da 279 kW (380 hp)
- DH12-420 da 309 kW (420 hp)
- DH12-460 da 339 kW (460 hp)

## Premi
Nel 2008 si è aggiudicato il premio di International Bus & Coach of the Year.